# 블루다트 항공
블루다트 항공(영어: Blue Dart Aviation)는 인도의 화물 항공사로 본사는 인도 첸나이에 위치해 있으며 1995년에 설립했다. 또한 허브 공항도 첸나이 국제공항을 사용하고 있다.

## 운항 노선
- 2019년 7월 기준으로 블루다트 항공은 다음과 같이 운항하고 있다.

## 보유 기종
- 2019년 8월 기준으로 블루다트 항공은 다음과 같이 보유하고 있다.

### 퇴역 기종
- 보잉 737-200F

## 사진

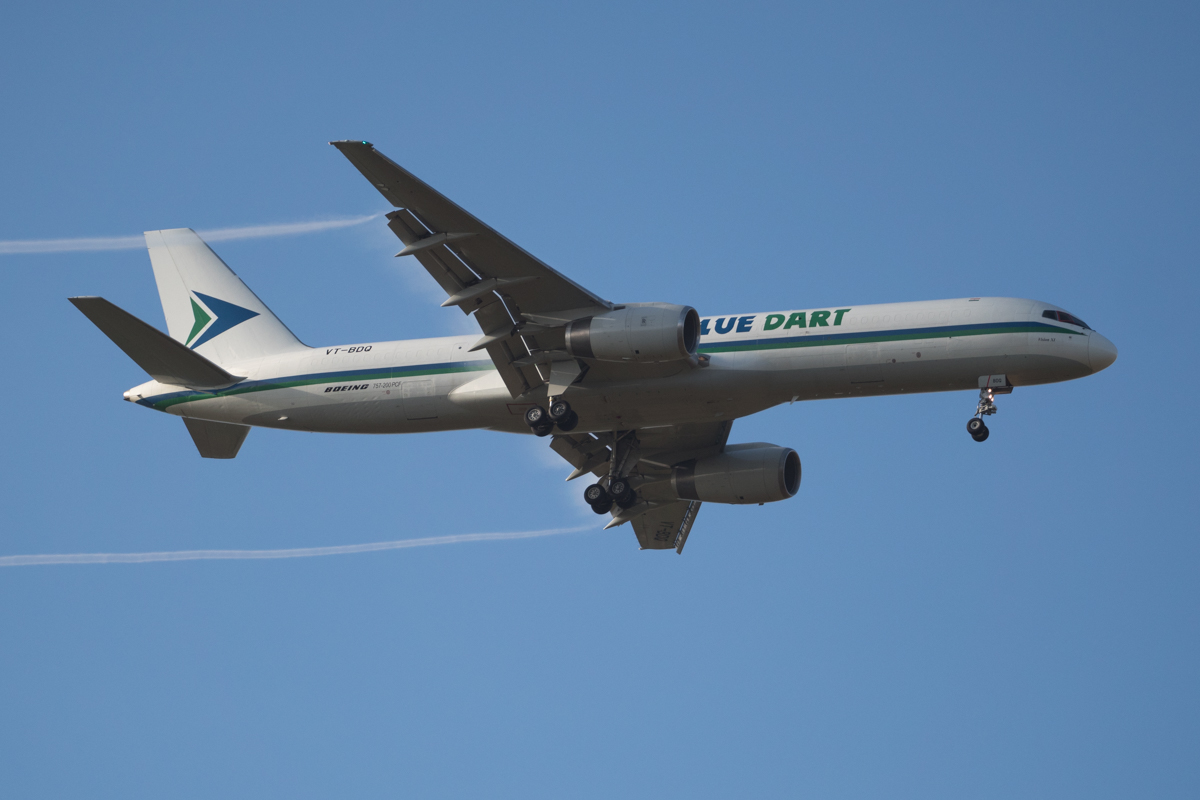
블루다트 항공의 보잉 757-200SF